# Sphaerobambos philippinensis
Sphaerobambos philippinensis là một loài thực vật có hoa trong họ Hòa thảo. Loài này được (Gamble) S.Dransf. miêu tả khoa học đầu tiên năm 1989.